# Tim Rossovich
Timothy John Rossovich (Palo Alto, Kalifornia, 1946. március 14. – Grass Valley, Kalifornia, 2018. december 6.) amerikai amerikaifutball-játékos, színész.

## Pályafutása
1968 és 1971 között a Philadelphia Eagles, 1972–73-ban a San Diego Chargers, 1974–75-ben a Philadelphia Bell, 1976-ban a Houston Oilers játékosa volt. Beválogatták az 1969-es a Pro Bowlra.
1978 és 1998 között ötven filmben illetve tv-sorozatban szerepelt.

## Filmjei
- Charlie angyalai (Charlie’s Angels) (1978–1979, tv-sorozat, két epizódban)
- A nagy szám (The Main Event) (1979)
- A kilencedik alakzat (The Ninth Configuration) (1980)
- Jesse James balladája (The Long Riders) (1980)
- Nice Dreams (1981)
- Szupermodell (Looker) (1981)
- Éjszakai szolgálat (Night Shift) (1982)
- Trick or Treats (1982)
- Átverés (Fake-Out) (1982)
- Knight Rider (1982–1984, tv-sorozat, két epizódban)
- A nagy balhé 2. (The Sting II) (1983)
- Cloak és Dagger (Cloak & Dagger) (1984)
- Avenging Angel (1985)
- Stikli (Stick) (1985)
- Szerelemhajó (The Love Boat) (1986, tv-sorozat, egy epizódban)
- Magnum (1986–1988, tv-sorozat, három epizódban)
- Johnny, a tökéletes (Johnny Be Good) (1988)
- Secret Agent OO Soul (1990)
- Fists of Steel (1991)
- Baywatch (1992, tv-sorozat, egy epizódban)

## Sikerei, díjai
- Pro Bowl: 1× 1969

## További információ
- Tim Rossovich a PORT.hu-n (magyarul)
- Tim Rossovich az Internetes Szinkronadatbázisban (magyarul)
- Tim Rossovich az Internet Movie Database-ben (angolul)
- Tim Rossovich a Rotten Tomatoeson (angolul)